# Freyella loricata
Freyella loricata is een zeester uit de familie Freyellidae.
De wetenschappelijke naam van de soort werd in 1984 gepubliceerd door N.M. Korovchinsky & S.V. Galkin.